# 하신중앙로
하신중앙로는 부산광역시 사하구 장림동 동원로얄듀크아파트 앞에서 시작해 하단동 하단 교차로까지 잇는 부산광역시의 도로이다. 전 구간이 부산광역시도 제1002호선에 속한다. 본래 공단로라고 불렸으나 2012년 부산광역시도 노선이 정비되면서 하신중앙로가 되었다. 하신중앙로의 뜻은 하단과 신평 지역의 중앙을 통과한다는 의미이다.

## 주요 경유지
부산광역시
- 사하구 장림동 - 신평동 - 하단동

## 노선
| 이름                   | 접속 노선                                                                                    | 소재지     | 소재지 | 비고 |
| ---------------------- | -------------------------------------------------------------------------------------------- | ---------- | ------ | ---- |
| 동원로얄듀크아파트     |                                                                                              | 부산광역시 | 사하구 | 기점 |
| 장림동원아파트사거리   | 장림로                                                                                       | 부산광역시 | 사하구 |      |
| 장림2교                |                                                                                              | 부산광역시 | 사하구 |      |
| 신평장림산업단지사거리 | 부산광역시도 제66호선 (을숙도대로)                                                           | 부산광역시 | 사하구 |      |
| 신평2동 교차로         | 신산로                                                                                       | 부산광역시 | 사하구 |      |
| 하남초등학교           | 부산광역시도 제4301호선 (하신번영로)                                                         | 부산광역시 | 사하구 |      |
| 대진아파트앞 교차로    | 동매로                                                                                       | 부산광역시 | 사하구 |      |
| 하단1동주민센터        | 괴정로                                                                                       | 부산광역시 | 사하구 |      |
| 하단 교차로            | 국도 제2호선 국도 제77호선 부산광역시도 제10호선 (낙동남로) 부산광역시도 제41호선 (낙동대로) | 부산광역시 | 사하구 | 종점 |